# Chiua
Chiua is een geslacht van schimmels behorend tot de familie Boletaceae. De typesoort is Chiua virens.

## Soorten
Volgens Index Fungorum bevat het geslacht vier soorten (peildatum december 2021):
| Soortnaam                | Auteur(s)                         | Publicatiejaar |
| ------------------------ | --------------------------------- | -------------- |
| Chiua angusticystidiata  | Y.C. Li & Zhu L. Yang             | 2016           |
| Chiua olivaceoreticulata | Y.C. Li & Zhu L. Yang             | 2016           |
| Chiua virens             | (W.F. Chiu) Y.C. Li & Zhu L. Yang | 2016           |
| Chiua viridula           | Y.C. Li & Zhu L. Yang             | 2016           |